# Щум
Щум (на полски: Sztum; на немски: Stuhm) е град в Северна Полша, Поморско войводство. Административен център е на Щумски окръг, както и на градско-селската Щумска община. Заема площ от 4,59 км2. Към 2011 година населението му възлиза на 9 676 жители.